# Karl-Ewald Herlyn

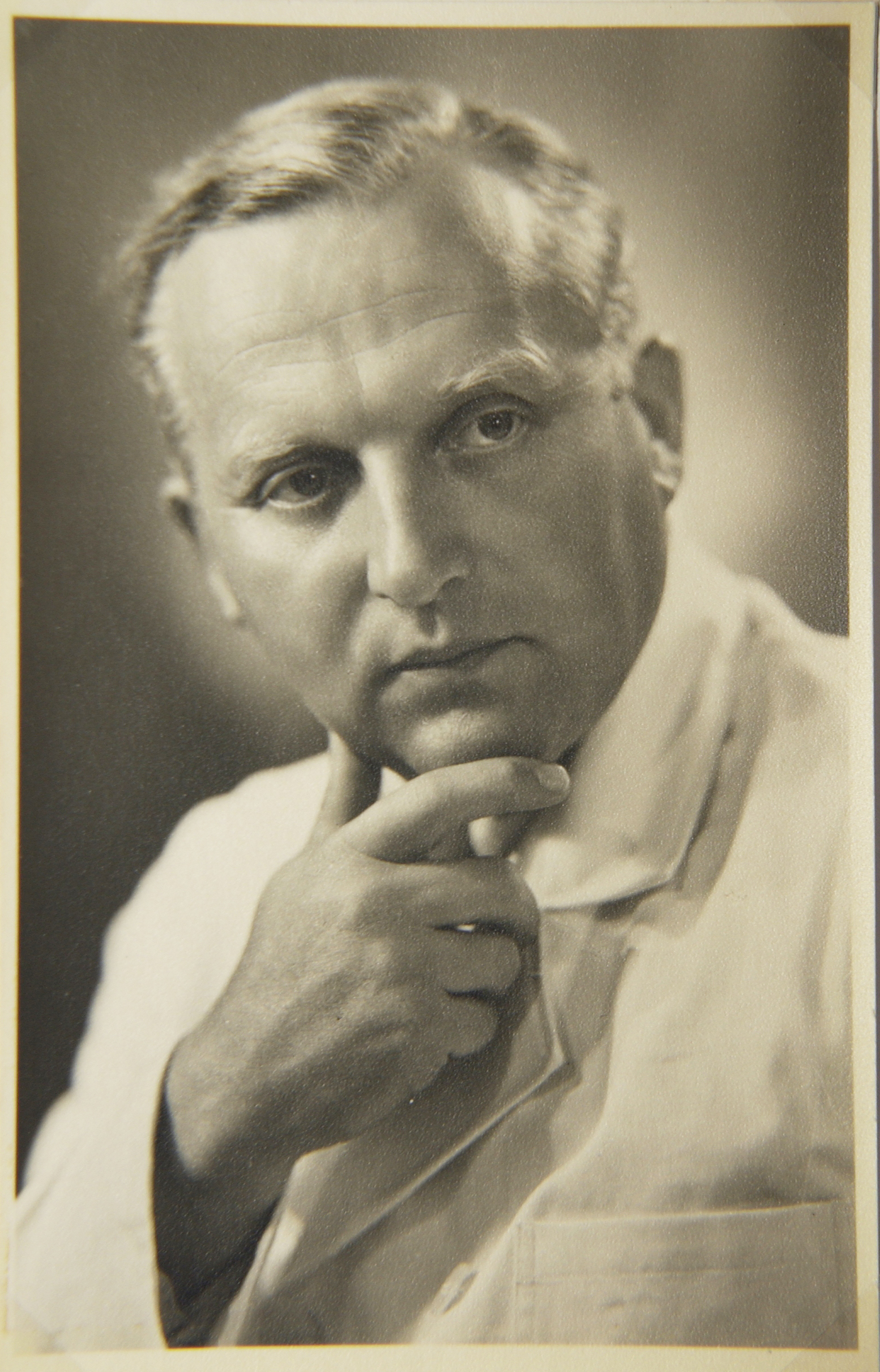
Karl-Ewald Herlyn (1955)

Karl-Ewald Herlyn (* 10. März 1902 in Pewsum, Ostfriesland; † 2. Juni 1975 in Göttingen) war ein deutscher Chirurg und Hochschullehrer.

## Werdegang
Karl-Ewald Herlyn wurde als Sohn des Landarztes Sunke Herlyn geboren.
Nach dem Besuch des Wilhelmsgymnasiums in Emden und dem Abitur 1921 studierte er in Tübingen, Greifswald, München und Göttingen Medizin und legte 1926 in Göttingen das Staatsexamen ab.
Das praktische Jahr verbrachte er an der Universitätsklinik Göttingen und im German Hospital in London.
Nach der Promotion 1927 begann er seine weitere Ausbildung an der chirurgischen Universitätsklinik in Göttingen, wo er sich 1935 als Dozent für Chirurgie und Orthopädie habilitierte. Zum 1. Mai 1933 war er der NSDAP (Mitgliedsnummer 3.167.855) und im selben Jahr der SA beigetreten, er war auch unter anderem Mitglied des NS-Ärztebundes. 1937 wurde er Oberarzt der chirurgischen Universitätsklinik, 1942 zum außerplanmäßigen Professor ernannt. Seine Schwerpunkte waren die Gefäß- und Wiederherstellungschirurgie.
Herlyn war seit 1939 ärztlicher Leiter der Lazarettstandorte Rohns und Krankenhaus Neu-Bethlehem in Göttingen und beratender Chirurg der Lazarette der Umgebung. Nach dem Krieg wurde ihm 1945 für zwei Jahre die kommissarische Leitung der Chirurgischen Universitätsklinik Göttingen übertragen. Hier gründete er die Krankengymnastikschule an der Universität Göttingen.
Seit 1945 fungierte er zusätzlich bis zu seiner Pensionierung 1967 als Chefarzt der Chirurgischen Klinik des Krankenhauses Neu-Bethlehem.
Als Nachfolgeeinrichtung der Göttinger Lazarette wurde 1950 das evangelische Krankenhaus Göttingen-Weende von Herlyn mitbegründet. Die Zielsetzung war neben der Krankenversorgung der Bevölkerung insbesondere die medizinische Versorgung der Heimkehrer und Flüchtlinge, die über das Grenzdurchgangslager Friedland kamen. Auch hier war Herlyn als Chefarzt der Chirurgischen Klinik bis zu seiner Pensionierung tätig.

## Ehrungen
- 1968: Verdienstkreuz 1. Klasse der Bundesrepublik Deutschland

## Schriften
- Praktikum der Röntgendiagnostik – München: J. F. Lehmanns Verlag, 1937
- Die Wiederherstellungs-Chirurgie, insbesondere die Verwendung der Rollappenplastik – Stuttgart: Thieme, 1949